# Racing FC Union Luxembourg
Racing FC Union Lëtzebuerg este o echipă de fotbal din capitala Luxemburg, în sudul Luxemburgului. Evoluează în Divizia Națională a Luxemburgului.